# O Grande Desbum
O Grande Desbum é um filme brasileiro de 1978, dirigido e escrito por Antônio Pedro e Braz Chediak, a partir da peça As Desgraças de uma criança de Martins Pena. 

## Sinopse
No Rio de Janeiro do final do século XIX, à jovem Rita (Tessy Callado) vai à missa acompanhada de seu pai Abel (Lafayette Galvão), com isso deixa seu filho bebê com a sua ama Madalena (Marília Pêra). Após isso, ocorre diversas desventuras ao longo da noite.

## Elenco

Marília Pêra interpreta Madalena

## Elenco[2]
| Ator/Atriz       | Personagem     |
| ---------------- | -------------- |
| Marília Pêra     | Madalena       |
| Ney Latorraca    | Manoel Igreja  |
| Tessy Callado    | Rita           |
| Lafayette Galvão | Abel           |
| Antônio Pedro    | Pacífico       |
| Jotta Barroso    | Padre          |
| Mário Petraglia  | Marido de Rita |
| Guilherme Karam  | Guarda         |